# Place Général Meiser
Pour les articles homonymes, voir Meiser.
La place Général Meiser (en néerlandais : Generaal Meiserplein) est une place bruxelloise de la commune de Schaerbeek, située au carrefour du boulevard Auguste Reyers, du boulevard Général Wahis et de la chaussée de Louvain. L'avenue Eugène Plasky, l'avenue Rogier et l'avenue Ernest Cambier y aboutissent également.
Il s'agit d'un carrefour très important à la jonction de la Grande Ceinture de Bruxelles (R21) et de la chaussée de Louvain (N2) traversé par plusieurs lignes de transport en commun.
Dans le langage courant, on la nomme simplement place Meiser. Elle s'appelait initialement place Ernest Cambier et fut rebaptisée place Général Meiser en 1928.
Deux platanes à feuilles d'érable (Platanus x hispanica) de la place (281 cm et 213 cm de circonférence) sont répertoriés comme arbres remarquables par la Commission des monuments et des sites. L'un des deux a été abattu en 2011 lors de la création de la ligne de tram 62.

## Origine du nom
Cette place porte le nom de Jean-Baptiste Meiser, né à Saint-Josse-ten-Noode en 1857 et décédé à Schaerbeek en 1940, qui fut général-major dans l’armée belge, gouverneur militaire du Brabant, conseiller communal à Schaerbeek, échevin à Schaerbeek et finalement bourgmestre de Schaerbeek.

D'autres voies ont reçu le nom d'un ancien bourgmestre schaerbeekois :
- place Colignon
- avenue et place Dailly
- avenue Docteur Dejase
- avenue Raymond Foucart
- rue Geefs
- rue Goossens
- rue Herman
- avenue Huart Hamoir
- rue Guillaume Kennis
- rue Ernest Laude
- rue Massaux
- boulevard Auguste Reyers
- rue Van Hove

## Voies d'accès
- Gare de Meiser (à 250 m)
- Station de taxi
- Station Villo! no 150
- Station Cambio
- STIB :
  - arrêt Meiser des trams 7, 25, 35 et 62
  - arrêt Meiser du bus 63
  - arrêt Meiser du bus Noctis N04
- De Lijn :
  - arrêt Meiser du bus 318
  - arrêt Meiser du bus 351
  - arrêt Meiser du bus 358
  - arrêt Meiser du bus 410

## Adresses notables
- no 3 : Kinergy